# Ciclo de vida viral
Os vírus são similares aos organismos vivos, no entanto existem diferenças. Uma das maneiras que um vírus pode ser visto como vivo é que um vírus precisa se replicar e criar progenia. Entretanto, ao contrário de outros organismos, um vírus não pode sobreviver por conta própria. Ele é ativo apenas quando se replica dentro de uma célula hospedeira, usando os recursos desta célula. Uma vez dentro do hospedeiro, o vírus produz tantas cópias de si quanto possível para infectar outras células hospedeiras; tudo que ele faz é para beneficiar sua aptidão e incrementar o número de sua descendência.
Os vírus dependem da maquinaria celular do hospedeiro para multiplicar-se, uma vez que o material genético viral (que pode ser ADN ou ARN) codifica apenas umas poucas proteínas, em geral apenas as estritamente necessárias para sequestrar a maquinária da célula em seu benefício.